# Береговое (Приморский край)
Берегово́е — село в Приморском крае России. Подчинён Фрунзенскому району Владивостока, входит в состав Владивостокского городского округа.

## География
Расположено на полуострове Песчаный, на противоположном от Владивостока западном берегу Амурского залива. Село с Владивостоком связывают регулярные рейсы катеров (расстояние 25,8 км), а также автомобильная дорога, идущая вокруг Амурского залива (130 км).
Село состоит из двух жилых массивов. Один из них расположен в западной части полуострова Песчаный, который выходит на западе в бухту Мелководная, а на севере — в бухту Песчаная. Второй жилмассив расположен на восточном берегу этого полуострова на мысе Песчаном. Жилые массивы объединены автомобильной дорогой, которая проходит через центральную часть полуострова.
Жилая застройка села представлена индивидуальными жилыми домами, имеются также небольшие площади общественно-деловой застройки. Основная часть территории села и всего полуострова Песчаный занята лесами. Из 14,9 км² площади села, зона лесов составляет 10,26 км² или 69 %, жилая зона — 0,39 км², зоны акваторий — 0,92 км². 
В последнее время всё больше домов в селе используется жителями Владивостока как дачи. Близ села, на полуострове, расположено несколько песчаных пляжей и мелководных бухточек, привлекающих в летнее время большое количество отдыхающих.
Генпланом Владивостокского городского округа из-за удалённости и разобщенности предусматривается выведение территории села из его состава в пользу ближайшего муниципального образования — Барабашского сельского поселения Хасанского муниципального района.

## Население
| 1926 | 2002 | 2007 | 2010 | 2016 |
| ---- | ---- | ---- | ---- | ---- |
| 85   | ↗494 | ↘490 | ↘453 | ↗500 |

В 2005 году население села составило 485 человек.
Национальный состав
По переписи 2002 года из 494 жителей русские составили 96 % от всего населения села. 

## История
В итогах переписи населения 1926 года населённое место обозначено как хутор Песчаный полуостров Бородинского сельсовета Посьетского района Дальневосточного края с численностью населения 85 человек.
Решением Приморского крайисполкома от 20 июня 1969 года село Береговое стало административным центром новообразованного Берегового сельсовета, все населённые пункты которого на полуострове Песчаный были переданы из состава Хасанского района в административное подчинение Владивостокскому горсовету. Решениями Владивостокского горисполкома от 30 июня 1969 года и Приморского крайисполкома от 9 июля 1969 года Береговой сельсовет передан в административное подчинение Фрунзенского райсовета г. Владивостока.